# Catedral da Transfiguração do Salvador

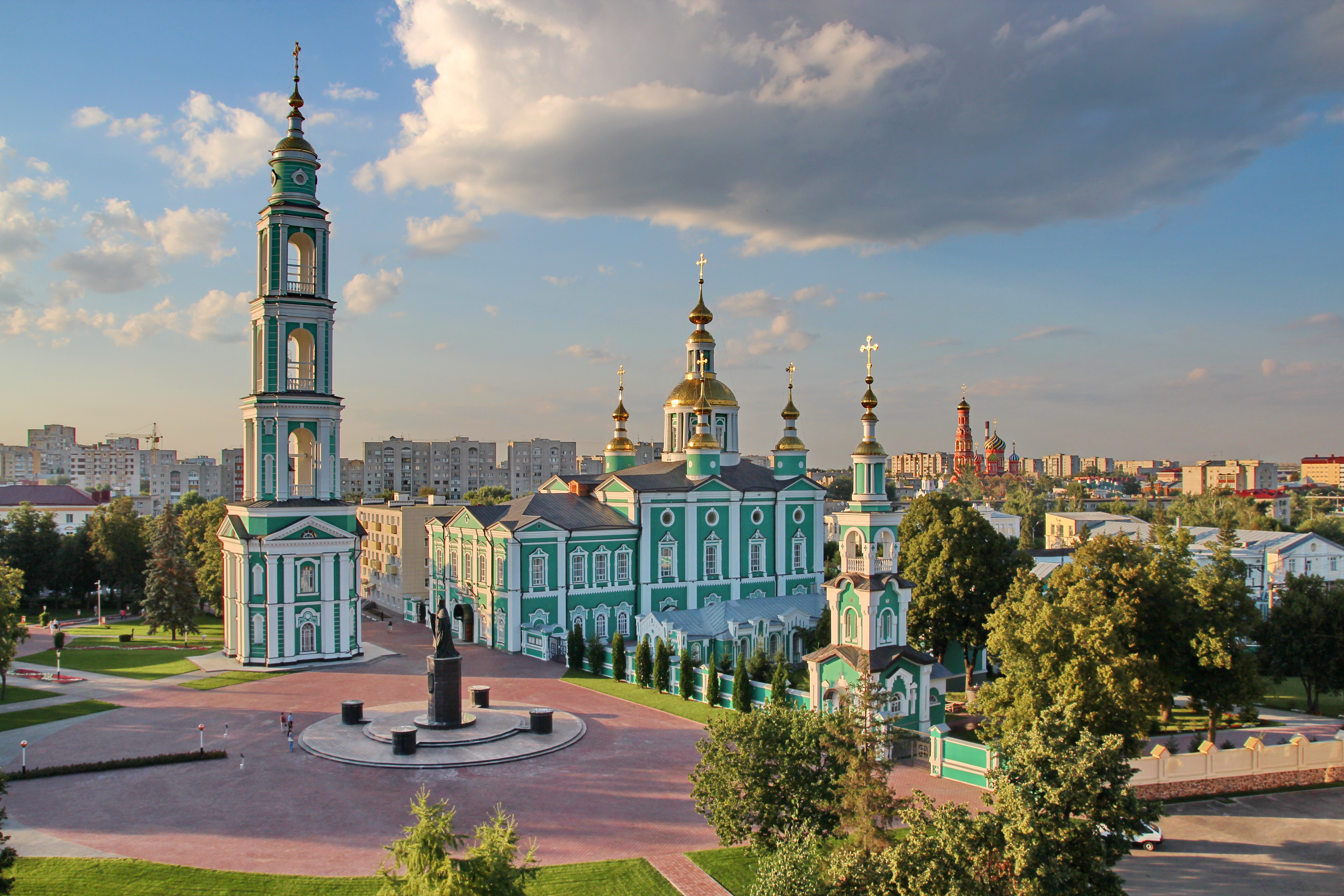
O complexo da catedral em 2015

A Catedral da Transfiguração do Salvador (Спасо-Преображенский собор) é a principal igreja de Tambov, na Rússia . Foi a sede da Eparquia de Tambov da Igreja Ortodoxa Russa quase desde o seu início.
A eparquia foi fundada em 1682 como parte de uma série de novos bispados que pretendiam tinham como objectivo a promoção do cristianismo na região de estepe escassamente povoada, anteriormente conhecida como Campo Selvagem.
As obras foram iniciadas em 1694 por iniciativa do Bispo Pitirim e, por falta de fundos, demoraram 90 anos a terminar.
A igreja continha os túmulos de São Pitirim e de outros bispos locais. Possui vários ícones preciosos, alguns deles pintados por Pitirim. Entre 1929 e 1991, a igreja foi fechada ao culto e usada como museu regional.
O campanário neoclássico independente foi construído na década de 1810. Foi demolido pelos bolcheviques em 1931, apenas para ser reconstruído 80 anos depois.